# Слёзкин, Алексей Михайлович
Алексей Михайлович Слёзкин (1852/1853—1919) — генерал-лейтенант русской императорской армии. Отец Ю. А. Слёзкина.

## Биография
Родился 28 декабря 1852 (9 января 1853) года — сын генерал-лейтенанта М. Л. Слёзкина (1819—1877), брат генерал-лейтенанта Л. М. Слёзкина (1855—?).
Начальное военное образование получил в Петровской Полтавской военной гимназии; в службе с 10 января 1870 года. Затем окончил Михайловское артиллерийское училище; выпущен подпоручиком (ст. 10.08.1873) в 1-ю конно-артиллерийскую бригаду с прикомандированием к гвардейской конно-артиллерийской бригаде, в которую был переведён с чином гвардии прапорщика (ст. 23.01.1874).
В русско-турецкой войне 1877—1878 годов начал участвовать поручиком (ст. 04.04.1876), а закончил штабс-капитаном (ст. 06.04.1878).
С 27 июня 1883 года командовал 6-й батареей 1-й резервной артиллерийской бригады; с 11 сентября 1884 года был командиром Туркестанской конно-горной батареи; с 4 ноября 1888 года — командир 2-й конно-артиллерийской батареи, был произведён в полковники (пр. 1892; ст. 30.08.1892; за отличие).
В апреле 1886 года женился на дочери действительного статского советника Василия Григорьевича Авсеенко, Ольге Васильевне (1866—?).
С 1 января 1896 года командовал 3-м конно-артиллерийским дивизионом 3-й кавалерийской дивизии. За отличие 6 декабря 1900 года был произведён в генерал-майоры и назначен командиром 40-й артиллерийской бригады в составе 40-й пехотной дивизии (06.12.1900-15.02.1905). Участвовал в русско-японской войне 1904—1905; с 15 февраля 1905 года был начальником артиллерии 10-го армейского корпуса; произведён в генерал-лейтенанты (пр. 1907; ст. 22.04.1907; за отличие).
С 3 мая 1910 года по 26 февраля 1915 года был начальник 9-й Сибирской стрелковой дивизии и принимал участие в сражениях Первой мировой войны. Отчислен от должности (ВП 26.02.1915) с назначением в резерв чинов при штабе Двинского военного округа и в том же году был уволен от службы (ВП 17.10.1915) по домашним обстоятельствам, с мундиром и пенсией.
Умер в 1919 году от голода в Петрограде.

## Награды
российские
- орден Св. Анны 4-й ст. (1878)
- орден Св. Станислава 3-й ст. с мечами и бантом (1878)
- орден Св. Анны 3-й ст. с мечами и бантом (1878)
- орден Св. Станислава 2-й ст. (1884)
- орден Св. Анны 2-й ст. (1888)
- орден Св. Владимира 4-й ст. за 25 лет (1897)
- орден Св. Владимира 3-й ст. (1904)
- орден Св. Станислава 1-й ст. с мечами (05.01.1906)
- Золотое оружие (ВП 30.03.1907)[2]
- орден Св. Анны 1-й ст. (1911)

иностранные
- Румынский железный крест (1879)
- сербский орден Такова 3-й ст. (1892)